# Ronde van Vlaams-Brabant 2021
De 24ste editie van de Ronde van Vlaams-Brabant was een meerdaagse wielerwedstrijd en werd van 28 juli tot en met 1 augustus 2021 in Vlaams-Brabant verreden. De 5-daagse ronde ging van start in Huldenberg waar eind september 2021 de wereldkampioenschappen wielrennen 2021 passeren op de befaamde Smeysberg en eindigde naar goede gewoonte met een slotrit in Rillaar.

## Deelnemende ploegen
Er verschenen 25 ploegen op het startblad van deze 24ste editie. Alpecin-Fenix dat alle ritten van de vorige editie won, Baloise - Trek Lions met talent en zoon van Sven, Thibau Nys, Group Hens - Maes Containers met bekende namen Daan Soete en Tom Meeusen, het Bingoal WB Development Team, het development team van Lotto Soudal en het Urbano Cycling Team waar Niels Merckx de vorige editie bij won waren van de partij. De deelnemerslijst werd gevuld met een aantal van 170 deelnemers. 

## Slotrit ingekort
Tijdens de vijfde en laatste rit die vertrok en finishte in het Aarschotse Rillaar werd er beslist om de wedstrijd met 3 ronden in te korten. Er stonden 12 ronden van 13,6 km gepland dus kregen de renners nu 9 ronden met een totaal aantal van 122,4 km voorgeschoteld. De reden hiervoor was de hevige regen die de wegen extra glad maakte, ook werd er nog een zware bui aangekondigd en wilde de organisatie dat de renners binnenkwamen vooraleer die uitbrak. De rit werd uiteindelijk gewonnen door David van der Poel. Na afloop van deze rit werden de truiwinnaars gehuldigd met eindwinnaar Tomas Kopecký die als eerste Tsjech de ronde won.

## Rit-overzicht
| Datum      | Rit | Start – finish              | Afstand (km) | Type                | Winnaar            | Ploeg                         | Klassementsleider |
| ---------- | --- | --------------------------- | ------------ | ------------------- | ------------------ | ----------------------------- | ----------------- |
| 28 juli    | 1   | Huldenberg - Huldenberg     | 143,3        | Heuvelrit           | Thibau Nys         | Baloise - Trek Lions          | Thibau Nys        |
| 29 juli    | 2   | Goetsenhoven - Goetsenhoven | 139,2        | Vlakke rit          | Thibau Nys         | Baloise - Trek Lions          | Thibau Nys        |
| 30 juli    | 3   | Korbeek-Dijle - Leefdaal    | 9,0          | Individuele tijdrit | Tomas Kopecký      | Acrog - Tormans Balen BC      | Tomas Kopecký     |
| 31 juli    | 4   | Leefdaal - Leefdaal         | 158,2        | Vlakke rit          | Vito Braet         | Lotto Soudal Development Team | Tomas Kopecký     |
| 1 augustus | 5   | Rillaar - Rillaar           | 163,2 122,4  | Vlakke rit          | David van der Poel | Alpecin-Fenix                 | Tomas Kopecký     |